# Кересские языки
Кере́сские языки (языки керес) — семья индейских языков Северной Америки, включающая 2 языка. Распространены среди народов пуэбло в штате Нью-Мексико (США).

## Состав
Всего известно 7 диалектов, которые можно сгруппировать в 2 языка. Диалекты внутри каждого из них взаимопонимаемы, однако между двумя языками имеются существенные различия.
- Восточнокересский язык (восточный керес, рио-гранде) — всего 4580 носителей (1990)
  - диалект котьит (кочити) — Кочити-Пуэбло: 384 носителя (1990)
  - кацтья-кева:
    - диалект кацтья (сан-фелипе) — Сан-Фелипе-Пуэбло: 1560 носителей (1990),
    - диалект кева (санто-доминго) — Санто-Доминго-Пуэбло: 1880 носителей (1990)

  - ция-тамаия:
    - диалект ция — Сиа-Пуэбло: 463 носителя (1990),
    - диалект тамаия (санта-ана) — Санта-Ана-Пуэбло: 229 носителей (1990)
- Западнокересский язык (западный керес, акома-лагуна) — всего 3391 носителей (1990)
  - диалект ааку (акома) — Акома-Пуэбло: 1696 носителей (1980)[3]
  - диалект каваик (лагуна) — Лагуна-Пуэбло: 1695 носителей (1990)

## Генетические связи
Кересские языки — изолированные. Э. Сепир включал их в гипотетические хокские языки. М. Сводеш предполагал, что они связаны с языком уичито. Дж. Гринберг объединял их с языками сиу, ючи, каддоанскими и ирокезскими в макросемью керес-сиу. Все указанные гипотезы не получили поддержки.

## Письменность
Письменность кересских языков основана на латинском алфавите.
| A a | I i | U u | E e | O o | B b | P p | T t | D d | K k | G g | H h | M m | N n | R r | S s |
| --- | --- | --- | --- | --- | --- | --- | --- | --- | --- | --- | --- | --- | --- | --- | --- |

| W w | Y y | Ts ts | Sh sh | Ch ch | Ty ty | Dy dy | Ny ny | Tr tr | Dr dr | Shr shr | Hy hy |
| --- | --- | ----- | ----- | ----- | ----- | ----- | ----- | ----- | ----- | ------- | ----- |

- Элизия гласного обозначается апострофом ʼ.